# 顯忠日
顯忠日（韩语：／ Hyeonchungil），是大韓民國悼念韓戰及其他戰爭中戰死者的國定紀念日，在6月6日舉行。

## 概要
顯忠日之名來自祭祀李舜臣及其子孫的顯忠祠，而日期則來自韓戰爆發的6月和二十四節氣中的芒種，這也考慮到在芒種之日將11世紀高麗契丹戰爭中戰死者的遺骨送回家祭祀的需要。
1956年4月，大韓民國制定追悼韓戰戰死者的「顯忠紀念日」。1965年3月，首爾顯忠院將國軍墓地升格為國立墓地，並從此年開始追加對韓國独立運動犧牲者的追悼。1970年6月15日，「顯忠紀念日」成為假日。1975年12月，「顯忠紀念日」改名為「顯忠日」。1982年5月，「顯忠日」成為國家紀念日。
每年顯忠日的追悼儀式會在在國立首爾顯忠院或國立大田顯忠院舉行。大韓民國會降半旗，並從上午10時起鳴為時1分鐘的警笛，而全民在此期間進行默哀。大韓民國全國225處主要道路的車輛都會暫時停下。